# Scomberoides
Scomberoides è un genere di pesci ossei marini appartenente alla famiglia Carangidae.

## Distribuzione e habitat
Il genere è endemico dell'Indo-Pacifico tropicale.

## Specie
- Scomberoides commersonnianus
- Scomberoides lysan
- Scomberoides tala
- Scomberoides tol[1]